# منتخب فيجي لكرة السلة للسيدات
منتخب فيجي لكرة السلة للسيدات (بالإنجليزية: Fiji women's national basketball team)‏ هو ممثل فيجي الرسمي في المنافسات الدولية في كرة السلة للسيدات
.